# William Curtis

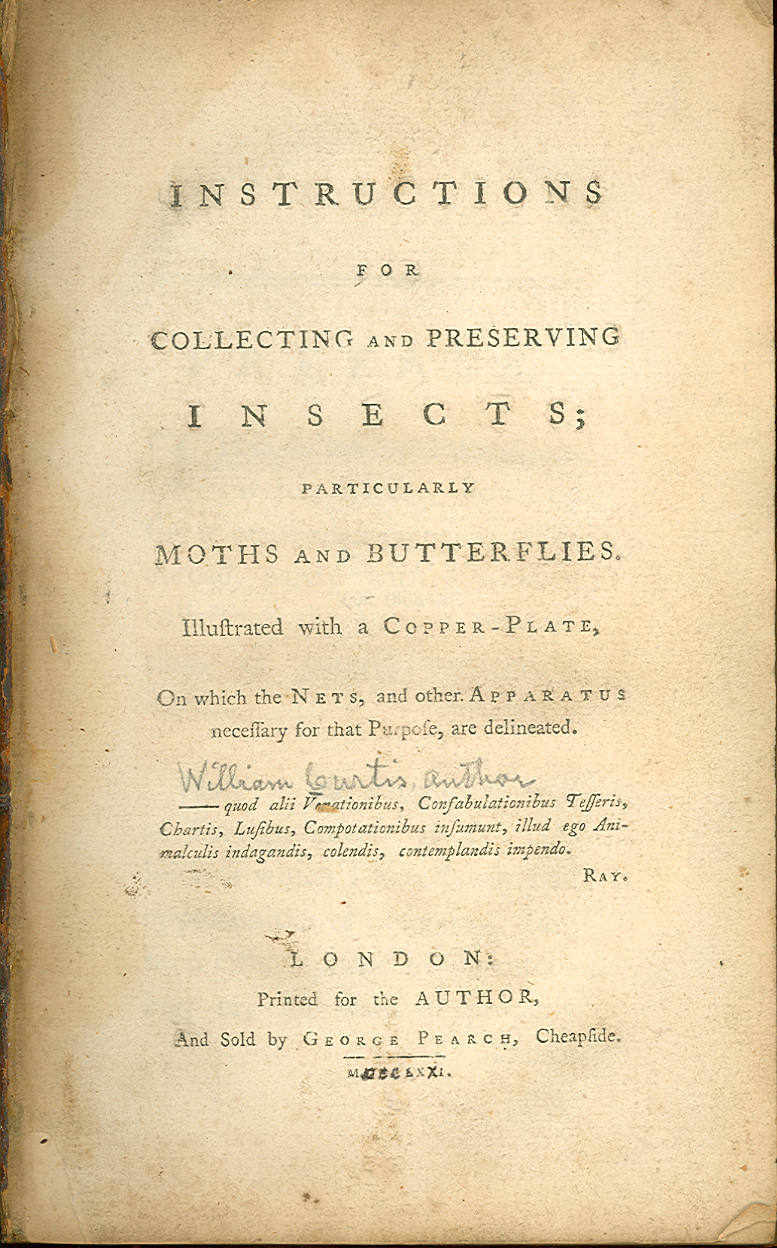
Titelblad van Instructions for collecting and preserving insects; particularly moths and butterflies

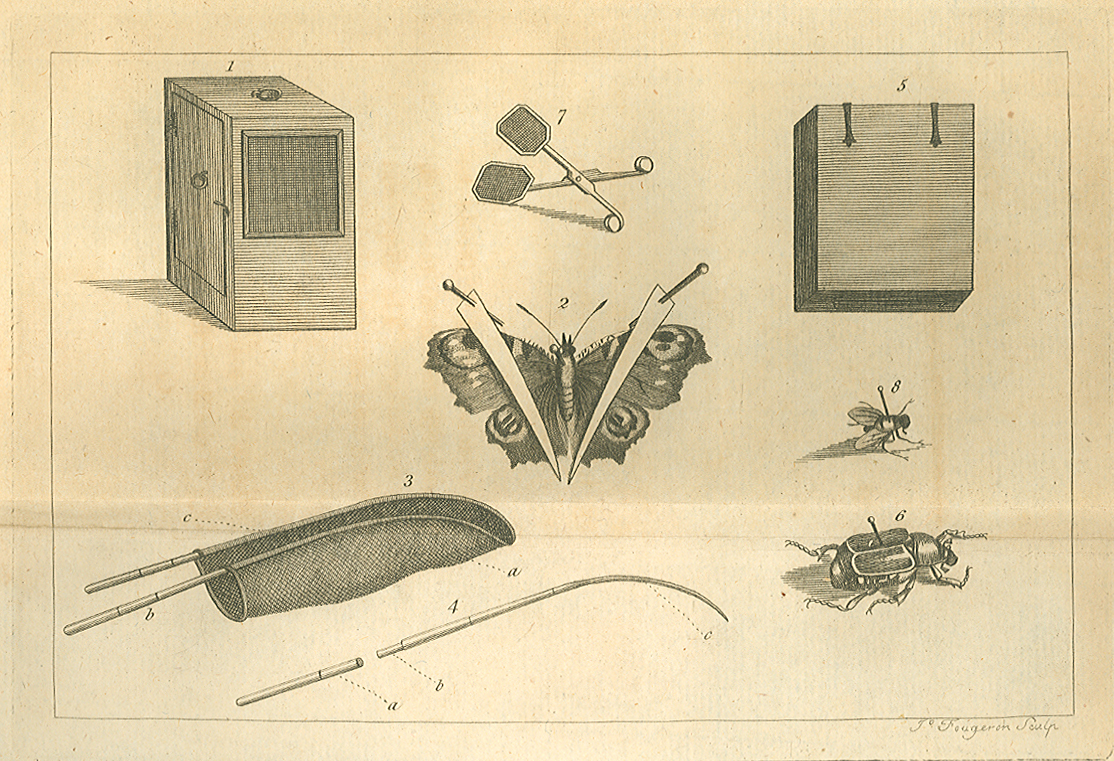
Pagina uit Instructions for collecting and preserving insects; particularly moths and butterflies met afbeeldingen van materialen waarmee Curtis insecten verzamelde

William Curtis (Alton (Hampshire), 11 januari 1746 – Brompton, Kensington and Chelsea, Londen, 7 juli 1799) was een Engelse botanicus en entomoloog.
Curtis werd opgeleid door een apotheker die hem zijn apotheek naliet. Uiteindelijk verkocht hij deze apotheek om zich op zijn echte passie te richten, de natuurlijke historie. Met name was hij geïnteresseerd in insecten en flora. In 1769 publiceerde hij Instructions for collecting and preserving insects; particularly moths and butterflies. Tussen 1771 en 1777 was hij directeur en demonstrateur van de Chelsea Physic Garden, een botanische tuin. In 1779 stichtte hij in Lambeth zijn eigen botanische tuin, waar leden voor een guinea per jaar de planten konden bekijken en zijn bibliotheek konden bezoeken. Voor 2 guinea's konden leden ook plantmateriaal en zaden verkrijgen. In 1789 verhuisde hij naar zijn botanische tuin in Brompton.
Tussen 1775 en 1798 publiceerde Curtis Flora Londiniensis in zes delen. Het was voor hem echter geen financieel succes. De delen waren lijvig, prijzig en de geïllustreerde planten die in de omgeving van Londen groeiden, werden door veel mensen niet interessant bevonden. Later kwam echter wel de waardering voor de illustraties vanwege de goede kwaliteit. De illustraties werden vervaardigd door onder meer James Sowerby, Sydenham Edwards en William Kilburn. In 1786 publiceerde Curtis Assistant Plates to the Materia Medica.
Op 1 februari 1787 publiceerde Curtis het eerste deel van The Botanical Magazine. Na Curtis' dood werd het succesvolle blad hernoemd in Curtis's Botanical Magazine, de titel waaronder het tegenwoordig nog steeds wordt uitgegeven. In tegenstelling tot Flora Londiniensis richtte The Botanical Magazine zich op opvallende, exotische en ongebruikelijke planten. Na Curtis' dood nam zijn vriend John Sims de verantwoordelijkheid voor de inhoud van het blad op zich. Sydenham Edwards werd gezien als de meest getalenteerde illustrator die ooit voor het blad heeft gewerkt. William Herbert was een botanicus die artikelen over bolgewassen voor het blad schreef.